# Floris ende Blancefloer

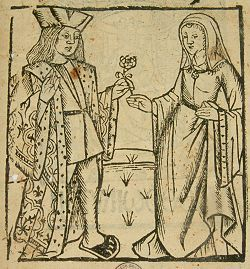
Houtsnede voorstellende Floris en Blancefloer in een druk van Jan van Doesborch uit ca. 1517

Floris ende Blancefloer is de Middelnederlandse vertaling/bewerking door Diederik van Assenede van de Oudfranse roman in verzen Floire et Blanceflor (ca. 1150-1160). Naar eigen zeggen heeft Diederik zijn vertaling vervaardigd voor een publiek dat het Frans onvoldoende machtig was om dit verhaal in het origineel te kunnen begrijpen: "Dien seldijs danken ghemeenlike / Dat hijt uten Walsche heeft ghedicht / Ende verstandelike in Dietsche bericht / Den ghenen diet Walsche niet en connen (ed. Mak, r. 24-27). De verhaalstof van Floire et Blancheflor was al eerder vertaald in het Middelnederlands in de Maaslandse Floyris (Trierse Floyris), die fragmentarisch is overgeleverd in 368 verzen. Deze tekst is omstreeks 1170 geschreven, dus vlak na het ontstaan van het Franse verhaal.

## Samenvatting
Blancefloer, een christen meisje, groeit op aan het hof van een islamitische koning in Spanje. Aan het hof ontstaat er een hechte vriendschap met de zoon van de koning, Floris. Wanneer de koning en de koningin ontdekken dat hun vriendschap is overgevloeid in liefde, besluiten ze in te grijpen. Ze bedenken een list om de liefde tussen Floris en Blancefloer te dwarsbomen. Floris’ ouders sturen hem naar het buitenland om te gaan studeren en verkopen ondertussen Blancefloer als slavin aan rondreizende kooplieden. Een schitterend, maar leeg graf moet Floris ervan overtuigen dat Blancefloer dood is. 
Floris is zo droevig dat hij zelfmoord wil plegen. Daarop besluiten zijn ouders om hem de waarheid te vertellen. Vervolgens gaat de jongen op zoek naar zijn geliefde. Tijdens zijn zoektocht ontdekt hij dat Blancefloer, samen met 140 andere vrouwen, wordt vastgehouden in de ‘vrouwentoren’ van de emir in Babylon (gelegen in Mesopotamië, het tweestromenland).
Ieder jaar kiest de emir een van die vrouwen tot zijn nieuwe echtgenote en laat hij de vorige doden. Volgens alle gegevens die Floris verkrijgt, wordt zijn Blancefloer de nieuwe uitverkorene van de emir. De vrouwentoren waarin Blancefloer verblijft, wordt heel zwaar bewaakt. Maar de waard van de herberg waar Floris logeert, vertelt hem over het zwakke punt van de poortwachter van de toren: hij is bezeten van het schaakspel én van geld. Met deze informatie in het achterhoofd nodigt Floris de poortwachter uit voor enkele spelletjes schaak, die hij allemaal wint. Hij houdt echter niet het gewonnen geld, maar schenkt dit aan de poortwachter. Floris wint tevens het laatste spel. Als wederdienst belooft de poortwachter hem eeuwige trouw, waarvan Floris listig gebruikmaakt. De poortwachter smokkelt Floris in een mand met bloemen binnen.
De twee geliefden worden herenigd maar wanneer de emir hen samen in bed betrapt, wil hij hen met het zwaard doden. Tijdens een openbare rechtszitting die hierop volgt, worden alle aanwezigen ontroerd door de sterke liefde tussen Floris en Blancefloer, waarop de emir het jonge paar vergeeft. Floris en Blancefloer trouwen en op hun bruiloftsfeest verneemt Floris dat zijn ouders overleden zijn. Daarop keren de geliefden samen terug naar Spanje, waar Floris zijn vader opvolgt als koning en hij zich samen met zijn onderdanen laat dopen. Blancefloer schenkt hem een dochter, Bertha met de grote voet, die later de moeder van Karel de Grote zal worden.

## Analyse

### Namen
Floris en Blancefloer worden beiden op Palmzondag (Oudfrans: Pasques Florie) geboren en krijgen naar aanleiding van die dag een bloemennaam. Voor het meisje wordt het Blancheflor, of witte bloem (lelie), voor de jongen Floire (bloem / meest geliefde bloem, roos). Zo vertegenwoordigen ze de centrale aspecten van het begrip hoofse liefde: de roos als symbool van de hartstocht en de lelie als symbool van de zuiverheid.

### Verhaalstof
Er bestaan twee theorieën over de oorsprong van de verhaalstof van Floris ende Blancefloer: een ‘Oosterse’ en een ‘Westerse’ theorie. Volgens de aanhangers van de Oosterse theorie is de verhaalstof van de roman van Arabische oorsprong. Deze wetenschappers menen dat veel motieven uit Floris ende Blancefloer geïnspireerd zijn op Arabische verhalen: de vrouwentoren, de gewapende eunuchen en de wrede gewoonte van de emir om na een jaar zijn vrouw te doden. Er is echter geen enkel middeleeuws Arabisch verhaal dat in zijn geheel als brontekst voor Floire et Blancheflor in aanmerking komt. De aanhangers van de Westerse theorie beschouwen dit verhaal als een oorspronkelijk Franse schepping. De oriëntaalse elementen zijn volgens hen aan het geheel toegevoegd voor de ‘couleur locale’.

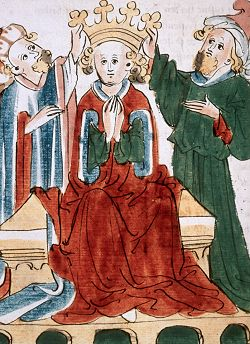
Floris wordt tot koning gekroond. Afbeelding uit een handschrift met een Duitse versie van het verhaal van Floris en Blanchefloer. Heidelberg, Universitätsbibliothek, Cod. Pal. Germ 362

Floris ende Blancefloer had een opvoedende functie: Floris was een voorbeeld van hoe een jonge edelman zich in de 13e eeuw moest gedragen. Zo wint Floris zijn Blancefloer niet terug door grof wapengeweld maar door zijn verstand en gedrevenheid. Verder besteedt Diederic van Assenede, meer nog dan zijn Franse voorganger, veel aandacht aan de beschrijving van de nodige pracht en praal: het schijngraf van Blancefloer, de talrijke juwelen en het eten. 
Floris ende Blancefloer is een hoofs verhaal, waarin de liefde alles drijft en overwint. De term hoofs komt zelfs voor de eerste keer voor in de Nederlandstalige literatuur in de Trierse Floyris. De epiloog verbindt het jonge paar met de grote vorst Karel de Grote, wiens nakomelingen zich zo konden beroepen op een hoofse afkomst.

## Auteur en publiek
De auteur van Floris ende Blancefloer is Diederik van Assenede. Hij wordt traditioneel geïdentificeerd als de klerk Dierekin de Hassenede, van wie enkele oorkonden bewaard bleven die dateren rond het derde kwart van de dertiende eeuw en die bestemd waren voor de (Franstalige) graven van Vlaanderen. Diederik werd geboren rond 1230 en was kanselarijklerk aan het Vlaamse grafelijke hof tussen 1260 en 1280. Hij overleed omstreeks 1293. Zijn naam staat vermeld in de proloog van het boek, wat vrij zeldzaam is:
Hets worden herde te sure
Van Assenede Diederik. (vers 22-23)
(Dat is een heel zware taak geweest voor Diederic van Assenede [vertaling: Ingrid Biesheuvel])
Van Assenede zegt eveneens in de proloog dat hij de tekst in het Diets (Nederlands) heeft geschreven voor de mensen die geen Frans kenden. 
Dien seldijs danken ghemeenlike,
Dat hijt uten Walsche heeft ghedicht.
Ende verstandelike in Dietsche bericht
Den ghenen, diet Walsche niet en connen. (vers 24-27)
(U moet hem allemaal dankbaar zijn dat hij het verhaal uit het Frans heeft berijmd en begrijpelijk heeft gemaakt voor diegenen die het Frans niet beheersen [vertaling: Ingrid Biesheuvel])
Men neemt aan dat de hoge adel Frans begreep. Het publiek waarover Diederic het hier heeft, bestond dus waarschijnlijk uit de lagere adel. De roman wordt als kroongetuige opgevoerd in het debat of er aan het Franstalige hof van Vlaanderen ook plaats was voor Middelnederlandse literatuur. Er kunnen echter geen andere Middelnederlandse auteurs aangewezen kunnen worden die werkzaam waren aan of voor het Vlaamse hof. Goed mogelijk is daarom dat Diederik van Assenede niet werkzaam was aan het hof, maar in het Brugs stedelijk milieu, wat ondersteund wordt door de aard en de taal van het oudste bewaardgebleven handschriftelijke fragment (Leiden UB, Ltk. 2040) dat misschien nog dertiende-eeuws is en dat geschreven werd in een 'administratieve' hand.

## Verspreiding
Floris ende Blancefloer is compleet bewaard in één handschrift uit het tweede kwart van de 14e eeuw. Daarnaast zijn er ook nog fragmenten van een ouder handschrift uit het vierde kwart van de 13e eeuw. Zowel het complete manuscript als de fragmenten worden bewaard in de universiteitsbibliotheek van Leiden.
In de Nederlanden bleef het verhaal van Floris en Blancefloer heel populair, ondanks het feit dat de Kerk aanstoot nam aan de ‘immorele’ bedscène. Dit weten we uit een decreet dat de bisschop van Antwerpen omstreeks 1621 uitvaardigde en waaruit blijkt dat de Historie van Floris en Blancefloer tot de verboden boeken werd gerekend. Deze bisschop was niet de enige die aanstoot nam aan de bedscène, want ook in het volledig bewaard gebleven manuscript in de universiteitsbibliotheek van Leiden ontbreekt deze passage (uitgescheurd). Vanaf de 16e eeuw werd het verhaal omgezet in proza en vele malen herdrukt als volksboek.
Dat de verhaalstof van Floris ende Blancefloer ook buiten de Nederlanden zeer populair was, blijkt uit het feit dat het verhaal in verschillende talen wordt aangetroffen. Zo is er een Middelhoogduitse bewerking van Konrad Fleck van circa 1220, een Middelengelse van rond 1250 en zelfs een Oudnoordse bewerking uit 1300 bewaard gebleven. Ook Il Filocolo (1336) van Boccaccio is een bewerking van de verhaalstof. 
Ter voorbereiding van de viering van 1300 jaar Assenede werkte de lokale heemkundige vereniging het verhaal uit als een 110 meter lang wandtapijt.

### Handschriften
- Leiden, Universiteitsbibliotheek: LTK 2040 (fragment uit het vierde kwart van de 13e eeuw) [3]
- Leiden, Universiteitsbibliotheek: LTK 191 / II: f.033r-058v (tweede kwart 14e eeuw) [4]

- Bibliothèque nationale de France: cb120083811 (data)
- Gemeinsame Normdatei: 4154654-4
- Nationale Bibliotheek van Israël: 987007289824305171
- LIBRIS: 267928
- Système universitaire de documentation: 036147680
- Virtual International Authority File: 182636198